# Dolní Zimoř
Dolní Zimoř (en allemand : Unter Simorsch) est une commune du district de Mělník, dans la région de Bohême-Centrale, en République tchèque. Sa population s'élevait à 96 habitants en 2020.

## Géographie
Dolní Zimoř se trouve à 9 km au nord de Mělník et à 40 km au nord de Prague.
La commune est limitée par Želízy à l'ouest et au nord, et par Vysoká à l'est et au sud.

## Histoire
La première mention écrite de la localité date de 1320.